# Dubai Tennis Championships 2006 - Qualificazioni doppio femminile
Le qualificazioni del doppio femminile del Dubai Tennis Championships 2006 sono state un torneo di tennis preliminare per accedere alla fase finale della manifestazione. I vincitori dell'ultimo turno sono entrati di diritto nel tabellone principale. In caso di ritiro di uno o più giocatori aventi diritto a questi sono subentrati i lucky loser, ossia i giocatori che hanno perso nell'ultimo turno ma che avevano una classifica più alta rispetto agli altri partecipanti che avevano comunque perso nel turno finale.
Le qualificazioni del torneo di doppio Dubai Tennis Championships 2006 prevedevano 4 coppie di cui 2 sono entrate nel tabellone principale

## Teste di serie
1. Martina Müller /  Tat'jana Puček (ultimo turno)

1. Al'ona Bondarenko /  Kateryna Bondarenko (Qualificate)

## Tabellone

### Legenda
| - Q = Qualificato - WC = Wild card - LL = Lucky loser | - ALT = Alternate - SE = Special Exempt - PR = Protected Ranking | - w/o = Walkover - r = Ritirato - d = Squalificato |

### Finali
|  | Semifinali | Semifinali                              | Semifinali                              | Semifinali                              | Semifinali |  |  | Finale | Finale                                | Finale                                | Finale | Finale |  |
|  |            |                                         |                                         |                                         |            |  |  |        |                                       |                                       |        |        |  |
|  | 1          | Martina Müller Tat'jana Puček           | Martina Müller Tat'jana Puček           | Martina Müller Tat'jana Puček           | 8          |  |  |        |                                       |                                       |        |        |  |
|  |            | Vanessa Henke Julia Schruff             | Vanessa Henke Julia Schruff             | Vanessa Henke Julia Schruff             | 5          |  |  |        | Martina Müller Tat'jana Puček         | Martina Müller Tat'jana Puček         | 65     | 2      |  |
|  | 2          | Al'ona Bondarenko Kateryna Bondarenko   | Al'ona Bondarenko Kateryna Bondarenko   | Al'ona Bondarenko Kateryna Bondarenko   | 8          |  |  | 2      | Al'ona Bondarenko Kateryna Bondarenko | Al'ona Bondarenko Kateryna Bondarenko | 7      | 6      |  |
|  |            | Kacjaryna Dzehalevič Caroline Schneider | Kacjaryna Dzehalevič Caroline Schneider | Kacjaryna Dzehalevič Caroline Schneider | 0          |  |  |        |                                       |                                       |        |        |  |